# Províncies de les Filipines

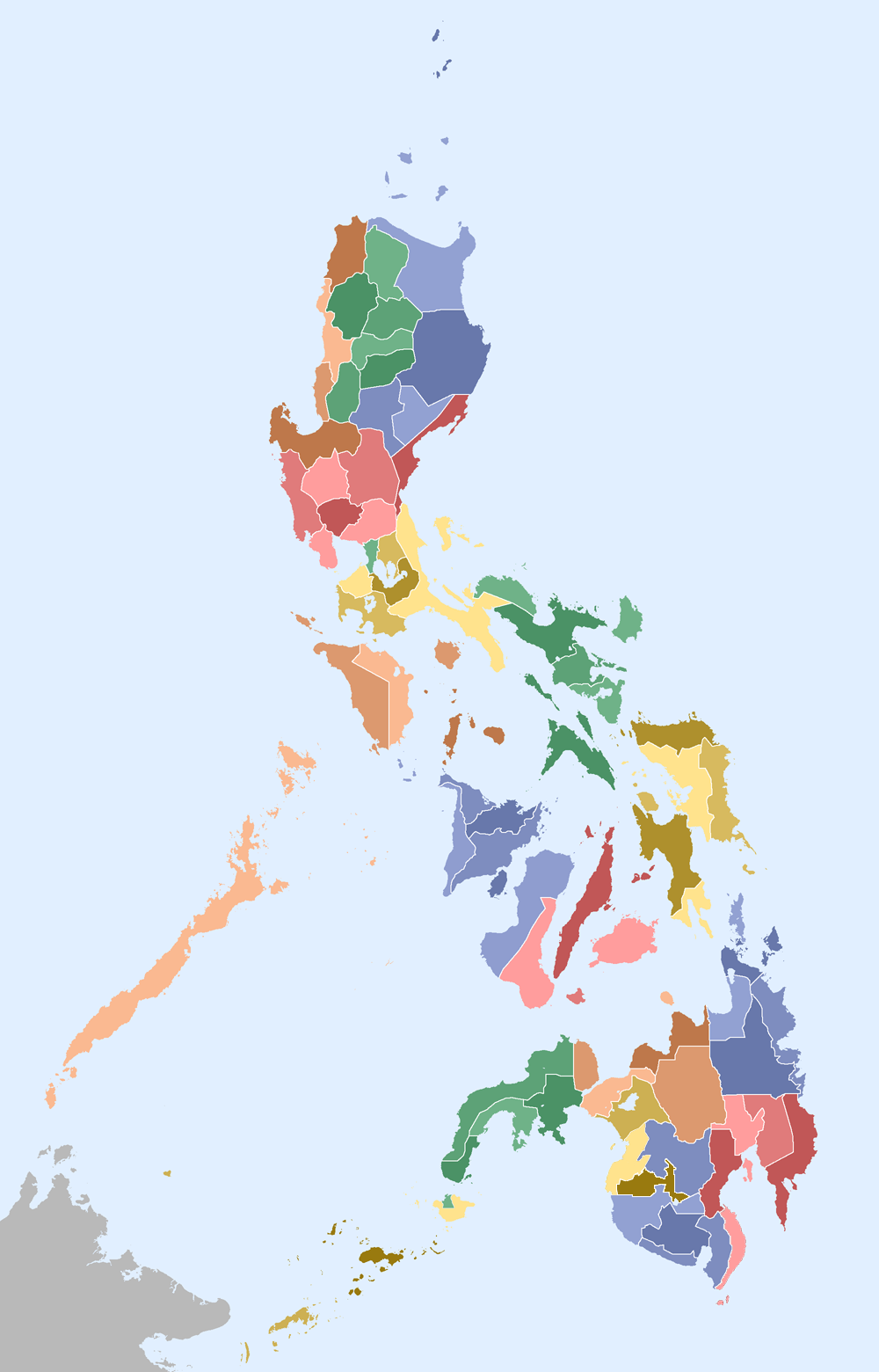
Mapa de les províncies de les Filipines

Les províncies són la principal divisió administrativa i política de les Filipines. Actualment n'hi ha 79, subdividides en ciutats components i municipis. La Regió de la Capital Nacional, així com les anomenades «ciutats independents», són autònomes de qualsevol govern provincial. Cada província està administrada per un governador electe que supervisa les diferents entitats de govern local.
Les províncies s'agrupen en disset regions basant-se en característiques geogràfiques, culturals i etnològiques. Catorze d'aquestes regions són designades amb els nombres corresponents a la seva situació geogràfica, de nord a sud. La Regió de la Capital Nacional, la Regió Administrativa de la Cordillera i la Regió Autònoma del Mindanao Musulmà no tenen designació numèrica.
Cada província és membre de la Lliga de les Províncies de les Filipines, una organització que té com a objectiu abordar qüestions que afecten les administracions públiques provincials i metropolitanes.

## Govern
El govern de cada província és autònom d'altres províncies dins de la República. Cada província es regeix per dues branques principals electes del govern: executiu i legislatiu. Els assumptes judicials són separats del govern provincial, administrat per la Cort Suprema de les Filipines.

### Nacional
La intrusió del govern nacional en els assumptes de cada govern provincial està limitada per la Constitució. El President de les Filipines es coordina amb els administradors provincials a través del Departament d'Interior i Administració Local. Als efectes de la representació nacional, cada província es divideix en un o més Districtes Congressuals. Un diputat representa cada districte a la Cambra de Representants. Al Senat, la representació és elegida segons una base general i no en la proporció que determinen els districtes provincials.

### Executiu
El governador de la província és el cap de l'executiu. És triat per a un mandat de tres anys, amb un límit de tres mandats, i nomena els directors de cada departament provincial, que inclouen l'oficina d'administració, l'oficina tècnica, l'oficina d'informació, l'oficina jurídica i l'oficina de tresoreria.

### Legislatiu
Els sotsgovernador actua com a president de cada Junta Provincial –en tagal Sangguniang Panlalawigan (SP)–, que és l'òrgan legislatiu de la província. El Sanggunian es compon de membres elegits periòdicament pels districtes provincials, així com de membres d'ofici. El nombre de membres de la SP és determinat per la classificació de la província segons el seu nivell d'ingressos. Així, a les províncies de primera i segona classe la SP consta de 10 membres electes, les províncies de tercera i quarta classe en tenen 8 i les províncies de cinquena i sisena classe en tenen 6. Les úniques excepcions a aquesta regla són les províncies que tenen més de cinc Districtes Congressuals: Cavite té 14 membres electes, mentre que Cebú, Negros Occidental i Pangasinan en tenen 12 cadascuna.
Cada SP designa els escons dels membres d'ofici. Són atorgats al president local de l'Associació de Capitans de Barangay (ABC), el president local de la Lliga Filipina de Consellers (PCL) i el president local del Consell de la Joventut (en tagal Sanggunian Kabataan).
El vicegovernador i els membres titulars de la Sanggunian són elegits pels votants de la província. Els membres d'ofici són elegits pels membres de les seves respectives organitzacions.

## Llista de províncies
| Província           | Capital                   | Regió      | Població (2007) | Rànquing població | Àrea (km²) | Rànquing àrea | Densitat pobl. (per km²) | Rànquing densitat pobl. |
| ------------------- | ------------------------- | ---------- | --------------- | ----------------- | ---------- | ------------- | ------------------------ | ----------------------- |
| Abra                | Bangued                   | CAR        | 230.953         | 67                | 4.198,20   | 33            | 55.01                    | 76                      |
| Agusan del Nord     | Cabadbaran                | Regió XIII | 612.405         | 46                | 3.546,86   | 40            | 172.66                   | 49                      |
| Agusan del Sud      | Prosperidad               | Regió XIII | 609.447         | 47                | 9.989,52   | 5             | 61.01                    | 73                      |
| Aklan               | Kalibo                    | Regió VI   | 495.122         | 57                | 1.821,42   | 66            | 271.83                   | 24                      |
| Albay               | Legazpi                   | Regió V    | 1.190.823       | 24                | 2.565,77   | 57            | 464.12                   | 11                      |
| Antique             | San Jose de Buenavista    | Regió VI   | 515.265         | 54                | 2.729,17   | 53            | 188.8                    | 44                      |
| Apayao              | Kabugao                   | CAR        | 103.633         | 76                | 4.351,23   | 31            | 23.82                    | 79                      |
| Aurora              | Baler                     | Regió III  | 187.802         | 69                | 3.147,32   | 47            | 59.67                    | 74                      |
| Basilan             | Isabela                   | ARMM       | 496.505         | 56                | 2.217,13   | 59            | 223.94                   | 37                      |
| Bataan              | Balanga                   | Regió III  | 662.153         | 43                | 1.372,98   | 72            | 482.27                   | 9                       |
| Batanes             | Basco                     | Regió II   | 15.974          | 79                | 219,01     | 79            | 72.94                    | 69                      |
| Batangas            | Batangas City             | Regió IV-A | 2.245.869       | 8                 | 3.119,72   | 48            | 719.89                   | 7                       |
| Benguet             | La Trinidad               | CAR        | 674.459         | 42                | 2.826,59   | 50            | 238.61                   | 35                      |
| Biliran             | Naval                     | Regió VIII | 150.031         | 74                | 536,01     | 76            | 279.9                    | 23                      |
| Bohol               | Tagbilaran                | Regió VII  | 1.230.110       | 23                | 4.820,95   | 26            | 255.16                   | 30                      |
| Bukidnon            | Malaybalay                | Regió X    | 1.190.284       | 25                | 10.498,59  | 4             | 113.38                   | 62                      |
| Bulacan             | Malolos                   | Regió III  | 2.826.936       | 4                 | 2.774,85   | 51            | 1018.77                  | 5                       |
| Cagayan             | Tuguegarao                | Regió II   | 1.072.571       | 28                | 9.295,75   | 6             | 115.38                   | 60                      |
| Camarines Nord      | Daet                      | Regió V    | 513.785         | 55                | 2.320,07   | 58            | 221.45                   | 38                      |
| Camarines Sud       | Pili                      | Regió V    | 1.693.821       | 15                | 5.465,26   | 20            | 309.93                   | 20                      |
| Camiguin            | Mambajao                  | Regió X    | 81.293          | 78                | 237,95     | 78            | 341.64                   | 16                      |
| Capiz               | Roxas                     | Regió VI   | 701.664         | 39                | 2.594,64   | 56            | 270.43                   | 25                      |
| Catanduanes         | Virac                     | Regió V    | 232.757         | 66                | 1.492,16   | 71            | 155.99                   | 51                      |
| Cavite              | Imus                      | Regió IV-A | 2.856.765       | 3                 | 1.512,41   | 69            | 1888.88                  | 2                       |
| Cebú                | Cebú                      | Regió VII  | 3.848.730       | 1                 | 5.331,07   | 23            | 724.66                   | 6                       |
| Cotabato            | Kidapawan                 | Regió XII  | 1.121.974       | 27                | 9.008,90   | 7             | 124.54                   | 58                      |
| Cotabato del Sud    | Koronadal                 | Regió XII  | 1.296.797       | 20                | 4.428,81   | 29            | 292.81                   | 21                      |
| Davao del Nord      | Tagum                     | Regió XI   | 847.440         | 32                | 3.426,97   | 44            | 244.73                   | 32                      |
| Davao del Sud       | Digos                     | Regió XI   | 2.185.743       | 10                | 6.377,62   | 13            | 342.72                   | 18                      |
| Davao Oriental      | Mati                      | Regió XI   | 486.104         | 58                | 5.164,46   | 19            | 94.12                    | 68                      |
| Guimaras            | Jordan                    | Regió VI   | 151.238         | 73                | 604,57     | 75            | 250.16                   | 31                      |
| Ifugao              | Lagawe                    | CAR        | 180.711         | 71                | 2.628,21   | 54            | 68.76                    | 72                      |
| Ilocos Nord         | Laoag                     | Regió I    | 547.284         | 49                | 3.504,30   | 42            | 156.17                   | 50                      |
| Ilocos Sud          | Vigan                     | Regió I    | 632.255         | 45                | 2.595,96   | 55            | 243.55                   | 33                      |
| Iloilo              | Iloilo                    | Regió VI   | 2.110.588       | 11                | 7.899,35   | 10            | 267.19                   | 26                      |
| Isabela             | Ilagan                    | Regió II   | 1.401.495       | 18                | 13.778,76  | 2             | 101.71                   | 64                      |
| Kalinga             | Tabuk                     | CAR        | 182.326         | 70                | 3.231,25   | 46            | 56.43                    | 75                      |
| La Union            | San Fernando              | Regió I    | 720.972         | 36                | 1.503,75   | 70            | 479.45                   | 10                      |
| Laguna              | Santa Cruz                | Regió IV-A | 2.473.530       | 6                 | 1.823,55   | 65            | 1356.44                  | 3                       |
| Lanao del Nord      | Tubod                     | Regió X    | 846.329         | 33                | 3.824,79   | 35            | 221.3                    | 39                      |
| Lanao del Sud       | Marawi                    | ARMM       | 1.138.544       | 26                | 12.051,85  | 3             | 94.47                    | 65                      |
| Leyte               | Tacloban                  | Regió VIII | 1.722.036       | 14                | 6.515,05   | 14            | 264.32                   | 27                      |
| Leyte Meridional    | Maasin                    | Regió VIII | 390.847         | 64                | 1.797,22   | 67            | 217.47                   | 40                      |
| Maguindanao         | Shariff Aguak             | ARMM       | 1.532.868       | 17                | 7.623,75   | 11            | 201.06                   | 42                      |
| Marinduque          | Boac                      | Regió IV-B | 229.636         | 68                | 952,58     | 74            | 241.07                   | 34                      |
| Masbate             | Masbate                   | Regió V    | 768.939         | 34                | 4.151,78   | 34            | 185.21                   | 45                      |
| Mindoro Occidental  | Mamburao                  | Regió IV-B | 421.592         | 61                | 5.865,71   | 17            | 71.87                    | 70                      |
| Mindoro Oriental    | Calapan                   | Regió IV-B | 735.769         | 35                | 4.238,38   | 32            | 173.6                    | 48                      |
| Misamis Occidental  | Oroquieta                 | Regió X    | 531.680         | 52                | 2.055,22   | 63            | 258.7                    | 29                      |
| Misamis Oriental    | Cagayan de Oro            | Regió X    | 1.302.851       | 19                | 3.515,70   | 41            | 370.58                   | 14                      |
| Muntanya            | Bontoc                    | CAR        | 148.661         | 75                | 2.157,38   | 60            | 68.91                    | 71                      |
| Negros Occidental   | Bacolod                   | Regió VI   | 2.869.766       | 2                 | 7.965,21   | 9             | 360.29                   | 15                      |
| Negros Oriental     | Dumaguete                 | Regió VII  | 1.231.904       | 22                | 5.385,53   | 22            | 228.74                   | 36                      |
| Nueva Ecija         | Palayan                   | Regió III  | 1.853.853       | 13                | 5.751,33   | 18            | 322.33                   | 19                      |
| Nueva Vizcaya       | Bayombong                 | Regió II   | 397.837         | 63                | 4.378,80   | 30            | 90.86                    | 66                      |
| Palawan             | Puerto Princesa           | Regió IV-B | 892.660         | 30                | 17.030,75  | 1             | 52.41                    | 77                      |
| Pampanga            | San Fernando              | Regió III  | 2.226.444       | 9                 | 2.044,99   | 64            | 1088.73                  | 4                       |
| Pangasinan          | Lingayen                  | Regió I    | 2.645.395       | 5                 | 5.451,08   | 21            | 485.3                    | 8                       |
| Quezon              | Lucena                    | Regió IV-A | 1.882.900       | 12                | 8.926,01   | 8             | 210.95                   | 41                      |
| Quirino             | Cabarroguis               | Regió II   | 163.610         | 72                | 3.486,16   | 43            | 46.93                    | 78                      |
| Rizal               | Antipolo                  | Regió IV-A | 2.284.046       | 7                 | 1.175,76   | 73            | 1942.61                  | 1                       |
| Romblon             | Romblon                   | Regió IV-B | 279.774         | 65                | 1.533,45   | 68            | 182.45                   | 46                      |
| Samar               | Catbalogan                | Regió VIII | 695.149         | 40                | 6.048,03   | 15            | 114.94                   | 61                      |
| Samar Oriental      | Borongan                  | Regió VIII | 405.114         | 62                | 4.640,73   | 27            | 87.3                     | 67                      |
| Samar Septentrional | Catarman                  | Regió VIII | 549.759         | 48                | 3.692,93   | 37            | 148.87                   | 53                      |
| Sarangani           | Alabel                    | Regió XII  | 475.514         | 59                | 3.601,25   | 39            | 132.04                   | 55                      |
| Siquijor            | Siquijor                  | Regió VII  | 87.695          | 77                | 337,49     | 77            | 259.84                   | 28                      |
| Sorsogon            | Sorsogon City             | Regió V    | 709.673         | 38                | 2.119,01   | 62            | 334.91                   | 17                      |
| Sultan Kudarat      | Isulan                    | Regió XII  | 675.644         | 41                | 5.251,34   | 24            | 128.66                   | 57                      |
| Sulu                | Jolo                      | ARMM       | 849.670         | 31                | 2.135,25   | 61            | 397.93                   | 13                      |
| Surigao del Nord    | Surigao                   | Regió XIII | 530.281         | 53                | 3.009,27   | 49            | 176.22                   | 47                      |
| Surigao del Sud     | Tandag                    | Regió XIII | 541.347         | 51                | 4.925,18   | 25            | 109.91                   | 63                      |
| Tarlac              | Tarlac                    | Regió III  | 1.243.449       | 21                | 2.736,64   | 52            | 454.37                   | 12                      |
| Tawi-Tawi           | Bongao                    | ARMM       | 450.346         | 60                | 3.426,55   | 45            | 131.43                   | 56                      |
| Valle de Compostela | Nabunturan                | Regió XI   | 637.366         | 44                | 4.479,77   | 28            | 142.28                   | 54                      |
| Zambales            | Iba                       | Regió III  | 720.355         | 37                | 3.714,40   | 36            | 193.94                   | 43                      |
| Zamboanga del Nord  | Dipolog                   | Regió IX   | 907.238         | 29                | 7.301,00   | 12            | 124.26                   | 59                      |
| Zamboanga del Sud   | Pagadian City             | Regió IX   | 1.688.685       | 16                | 5.914,16   | 16            | 285.53                   | 22                      |
| Zamboanga Sibugay   | Ipil                      | Regió IX   | 546.186         | 50                | 3.607,75   | 38            | 151.39                   | 52                      |
| Metro Manila        | Manila (Capital Regional) | NCR        | 11.553.427      | --                | 636        | --            | 18747.04                 | --                      |

- Totes les poblacions i àrees del quadre inclouen les dades de les ciutats independents de les províncies dins de la província on són habitualment incloses per a finalitats estadístiques, però en realitat les ciutats independents són entitats de primer nivell amb el seu propi govern.
- Metro Manila està inclosa al quadre amb una finalitat comparativa, éncara que no és una província sinó una regió administrativa.
- Les dades de les àrees s'han extret de 2009 Factors de càlcul de l'IRA Arxivat 2011-04-02 a Wayback Machine..
- Les dades de població s'han extret de l'Oficina Nacional d'Estadística Arxivat 2008-11-20 a Wayback Machine..